# Бяла тишина (филм)
Вижте пояснителната страница за други значения на Бяла тишина.
Бяла тишина е български телевизионен игрален филм (детски) от 1973 година на режисьора Маргарита Коларова, по сценарий на Богдан Митов. Оператор е Райко Стефанов, музиката е на Роз-Мари Стателова.

## Актьорски състав
| В главните роли | Изпълнител        |
| --------------- | ----------------- |
| хижарят         | Йордан Таралежков |
|                 | деца              |